# Chrysobothris scitula
Chrysobothris scitula es una especie de escarabajo del género Chrysobothris, familia Buprestidae. Fue descrita científicamente por Gory en 1841.
Miden 6.5 mm.